# Platybelodon
Platybelodon var släkte växtätare däggdjur elefantdjur som härstammar från elefanter som är från miocen för cirka 15-4 miljoner år sedan vandrade norrut från Afrika, Europa, Asien och Nordamerika.